# Allopodocotyle lepomis
Allopodocotyle lepomis är en plattmaskart. Allopodocotyle lepomis ingår i släktet Allopodocotyle och familjen Opecoelidae. Inga underarter finns listade i Catalogue of Life.